# 今日报 (奥地利)
今日报是一份总部位于苏黎世的瑞士德语报纸，在奥地利发行。2006年5月15日开始发行。 該報於2008年5月30日停止出版。今日报出版時讀者於周一至周五下午可以拿到這份報紙。